# Kasteel van Cazilhac
Het Kasteel van Cazilhac (Frans: Château de Cazilhac) is een kasteel in de Franse gemeente Le Bousquet-d'Orb. Het kasteel is een beschermd historisch monument sinds 1987.